# Santa Fe Depot (San Diego)

Das Santa Fe Depot ist der wichtigste Bahnhof der kalifornischen Stadt San Diego. Er ist Endpunkt des Amtrak-Pacific Surfliner und des NCTD Coaster sowie wichtiger Knotenpunkt im Netz des San Diego Trolley. Neben dem Old Town Transit Center ist er einer der beiden Fernverkehrsbahnhöfe der Stadt.

## Geschichte
In San Diego bestand bereits seit 1887 Bahnanschluss mit der California Southern Railroad. Dieser Bahnhof wurde an der D Street errichtet, konnte aber die Passagiermengen nicht mehr aufnehmen.
Das Santa Fe Depot wurde am 8. März 1915 im Rahmen der zweijährigen Panama California Exhibition, welche von 1915 bis 1917 dauerte, unmittelbar östlich des bestehenden Bahnhofes eröffnet. Zu Beginn figurierte der Bahnhof als Gemeinschaftsbahnhof der Atchison, Topeka and Santa Fe Railway und der San Diego and Arizona Railway (SD&A). Zu Zeiten der Eröffnung befand sich San Diego im Konkurrenzkampf mit Los Angeles als Endpunkt der transkontinentalen Verbindung der Santa Fe. Als diese sich am Ende für Los Angeles als Endpunkt der Verbindung entschied, errichtete die SD&A eine eigene transkontinentale Verbindung via mexikanisches Staatsgebiet bis Plaster City bei El Centro. Daraufhin wurde der Bahnhof in San Diego Union Station umbenannt. 1951 stellte die SD&A-Nachfolgegesellschaft San Diego and Eastern Arizona Railway den Betrieb ein, so dass Santa Fe die einzige Betreiberin am Bahnhof wurde und ihm den heutigen Namen gab.

## Bauform
Der Bahnhof ist zwar Endpunkt des Personenverkehrs aus Richtung Norden, ist allerdings als Durchgangsbahnhof gebaut, weil die Bahnstrecke weiter zum Güterbahnhof der Burlington Northern Santa Fe Railway beim Petco Park und via mexikanische Grenze bei San Ysidro bis nach Tijuana führt. Parallel zur Bahnstrecke führen die Green Line (bis 12th & Imperial Transit Center) bzw. Blue Line (ab 12th & Imperial bis San Ysidro) der San Diego Trolley oder nutzen gar gemeinsam die Gleise. Eine Verlängerung des COASTER um rund eine Meile südwärts bis zum San Diego Convention Center ist in Prüfung. Die Verlängerung würde auf bestehenden Gleisen stattfinden.

## Verkehr
Eisenbahn
Das Santa Fe ist südlicher Endpunkt des Pacific Surfliner von Amtrak aus San Luis Obispo und des COASTER-Nahverkehrszuges aus Oceanside. Bei Amtrak ist er als drittmeistfrequentierter Bahnhof Kaliforniens gelistet, hinter der Los Angeles Union Station und dem Bahnhof von Sacramento. Der Bahnhof wird auch vom Güterverkehr zum Hafen und nach Tijuana befahren, jedoch nur zur Betriebspause des San Diego Trolley von zwei Uhr bis vier Uhr morgens.
San Diego Trolley
Am Santa Fe Depot halten die Blue Line und die Green Line des San Diego Trolley, an jeweils vom Eisenbahnverkehr getrennten Bahnsteigen.